# Kong Guoxian
 (octobre 2014).
Si vous disposez d'ouvrages ou d'articles de référence ou si vous connaissez des sites web de qualité traitant du thème abordé ici, merci de compléter l'article en donnant les références utiles à sa vérifiabilité et en les liant à la section « Notes et références ».
Kong Guoxian (chinois : 孔国贤) (né le 6 septembre 1965 à Guangzhou dans le Guangdong) est un joueur de football international chinois, qui évoluait au poste de gardien de but, avant de devenir entraîneur.

## Biographie

### Carrière de joueur

#### Carrière en sélection
Avec l'équipe de Chine, il dispute un match (pour aucun but inscrit) en 1988. Il figure notamment dans le groupe des sélectionnés lors de la Coupe d'Asie des nations de 1988.
Il participe également aux Jeux olympiques de 1988.